# José Maria Maimone
Dom José Maria Maimone, SAC (Astolfo Dutra, 6 de dezembro de 1932) é um sacerdote católico brasileiro, e bispo emérito de Umuarama (PR).

## Sacerdócio
Formou-se técnico em contabilidade em 1951, e ingressou no seminário dos padres palotinos em 1955.
Foi ordenado sacerdote em 29 de junho de 1961, na cidade de Londrina. Estudou filosofia em Londrina e teologia na Faculdade Nossa Senhora da Assunção, em São Paulo, onde recebeu o título de bacharel em 1962. Estudou teologia espiritual no Pontifício Instituto Teresianum, em Roma, recebendo o título de perito em espiritualidade em junho de 1973.

### Principais atividades sacerdotais
- Diretor espiritual do Seminário S. Vicente Pallotti, Londrina, PR (1963);
- Diretor Espiritual do Seminário Mãe do Divino Amor "Mater Divini Amoris", Curitiba, PR (1964-65);
- Reitor do Seminário S. Vicente Pallotti, Londrina, PR (1966-71);
- Pároco da paróquia Rainha dos Apóstolos, Londrina, PR (1970-71);
- Vice-provincial da Sociedade do Apostolado Católico, Província São Paulo Apóstolo (1969-71);
- Diretor Espiritual do Movimento Cursilhos, Norte do Paraná (1969-71);
- Consultor geral da Sociedade de Apostolado Católico (SAC), Roma / Itália (1972-73).

## Episcopado
Foi nomeado bispo em 12 de junho de 1973 pelo papa Paulo VI, sendo ordenado em Roma pelo papa Paulo VI em 29 de junho de 1973
Seu lema é Amou-os até o fim (Jo 13,1).
Tomou posse como bispo diocesano da recém criada Diocese de Umuarama no dia 16 de setembro de 1973.
Em 8 de maio de 2002 renunciou, deixando a diocese para Dom Vicente Costa.

### Principais atividades durante o episcopado
- Membro da Presidência do Regional Sul 2;
- Responsável pelo Regional Sul 2 pela Pastoral Vocacional, CEBs, Conselho de Leigos, Pastoral da Juventude, Pastoral da Saúde, Pastoral Carcerária e Pastoral do Dízimo;
- Administrador apostólico da Diocese de Campo Mourão (1980-1981);
- Bispo de Umuarama (1973-2002).
- Fundador da Congregação das §Irmãs de Cristo Pastor.

## Obras publicadas
- São Vicente Pallotti (em espanhol, San Vicente Pallotti - Un gran evangelizador)
- Dízimo
- Manual do Ministro Extraordinário da Comunhão Eucarística
- Os Salmos dos Cristãos